# نجم‌آباد (نظرآباد)
نجم‌آباد روستایی از توابع بخش مرکزی شهرستان نظرآباد در استان البرز است.

## موقعیت جغرافیایی
روستای نجم‌آباد به عنوان مرکز دهستان نجم‌آباد واقع در جنوب غربی شهرستان نظرآباد که از شمال به نظرآباد، از جنوب به شهرستان اشتهارد، از غرب به دشت قزوین و از شرق به بخش تنکمان محدود است.
روستای نجم‌آباد با قدمت ۱۵۰۰ ساله در فاصله ۱۰۸ کیلومتری تهران و ۵۶ کیلومتری کرج واقع می‌باشد.

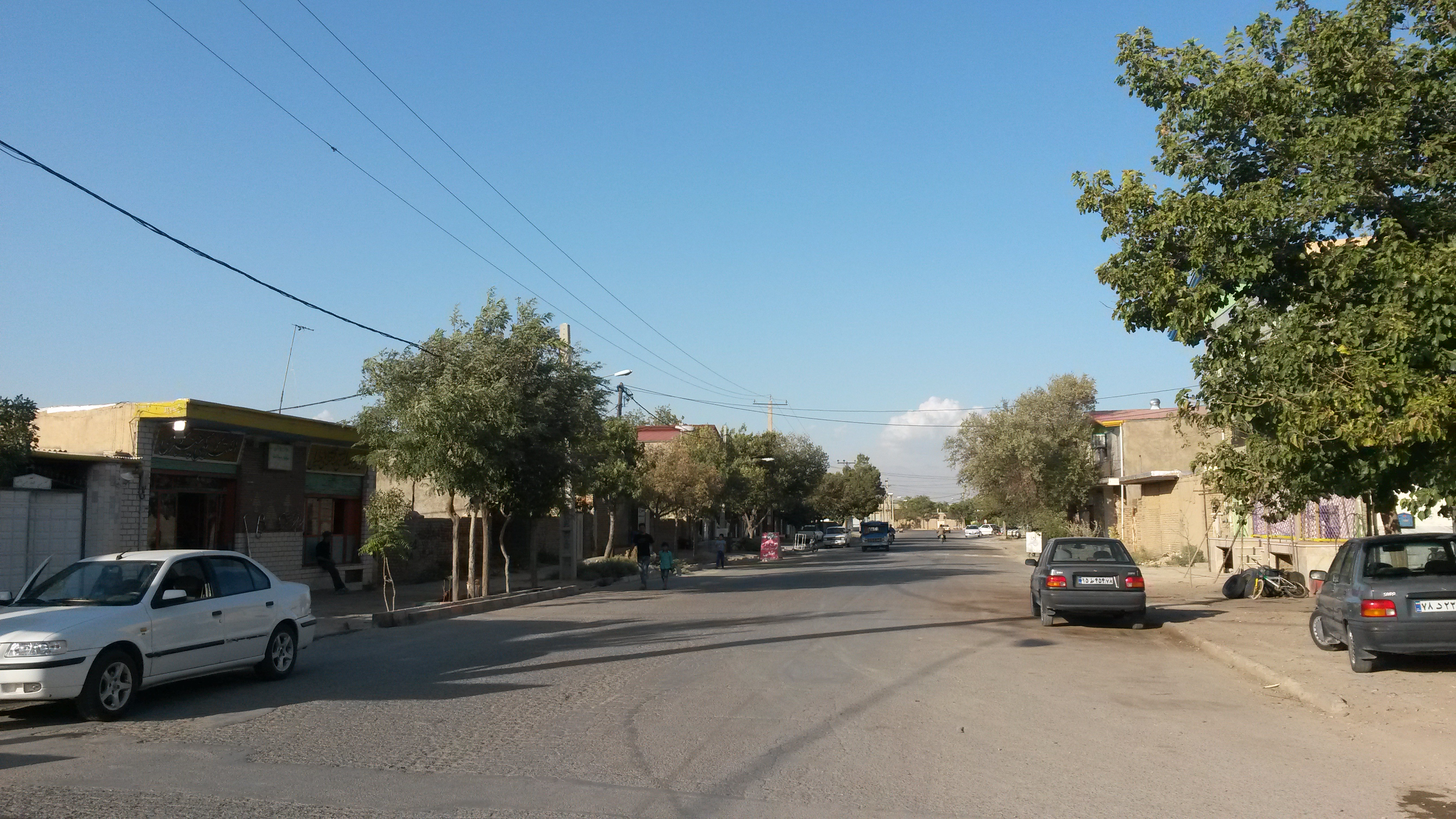
خیابان شیخ هادی نجم‌آبادی

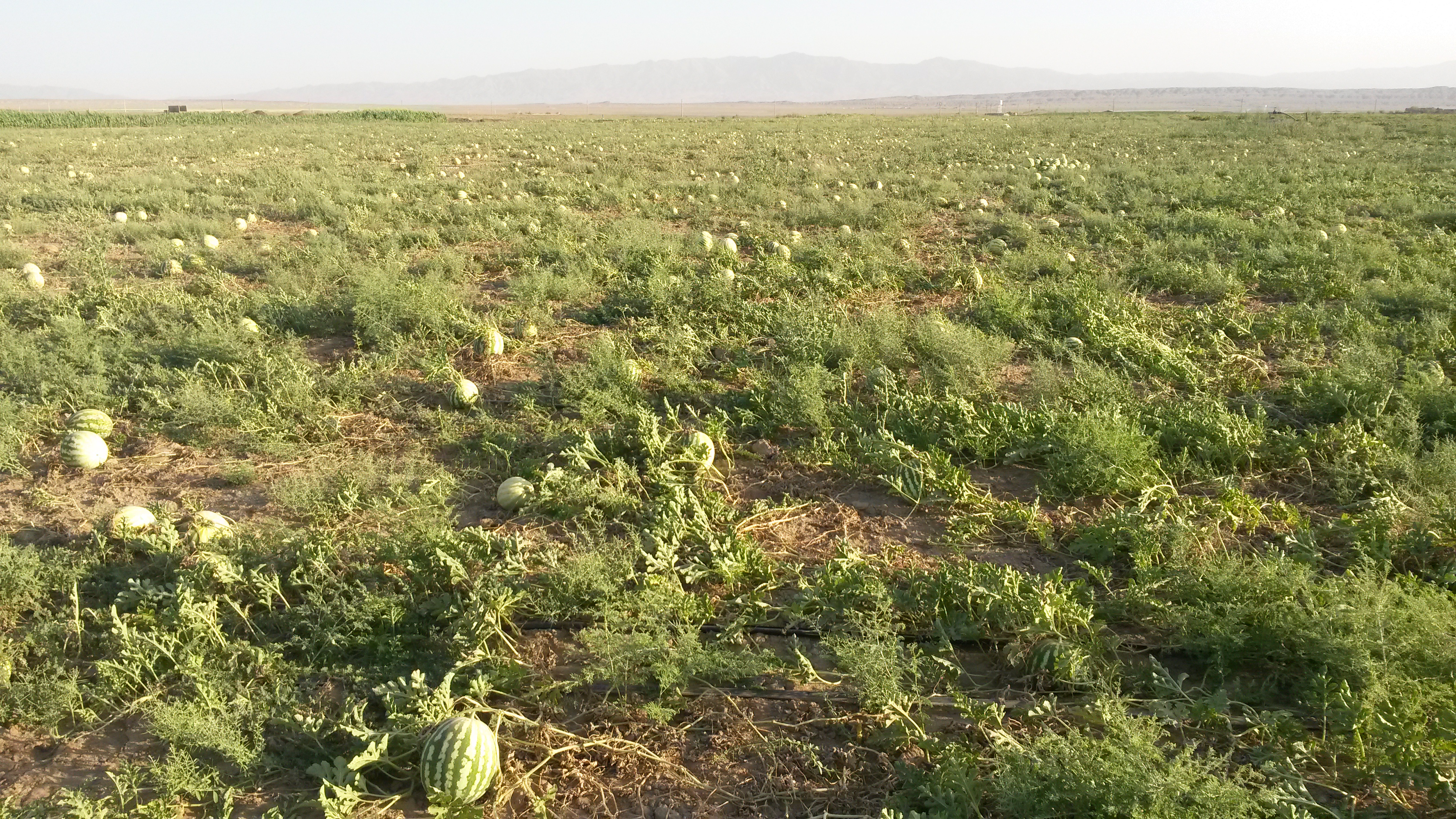
مزرعه هندوانه

## جمعیت
براساس سرشماری مرکز آمار ایران در سال ۱۳۹۰، جمعیت آن ۳٬۷۵۷ نفر (۱۰۵۸خانوار) بوده‌است.

## دهیاری
دهیاری این روستا در خرداد سال ۸۳ با مجوز وزارت کشور تأسیس گردید و در تیرماه همان سال دهیاری نجم‌آباد کار خود را آغاز نمود

## جاذبه‌های گردشگری
امامزاده چهل دختر: این زیارتگاه در چهار کیلومتری شرق روستای نجم‌آباد درمنطقه‌ای مسطح و در دشت واقع است. این بقعه به صورت بنای منفرد، فاقد گلدسته و دارای گورستانی عمومی است. تاریخ ساخت این بنای قدیمی به قرن هشتم هجری قمری می‌رسد، اگرچه طی زمان، بسیاری از نقاط آن مورد مرمت و بازسازی قرار گرفته و این تعمیرات تا قرن ۱۲ هجری قمری نیز ادامه یافته‌است. این امامزاده یکی از بناهای آرامگاهی ارزشمند تاریخی فرهنگی شهرستان نظرآباد به‌شمار می‌رود و روزانه تعداد زیادی زائر را به سوی خود جلب می‌کند.

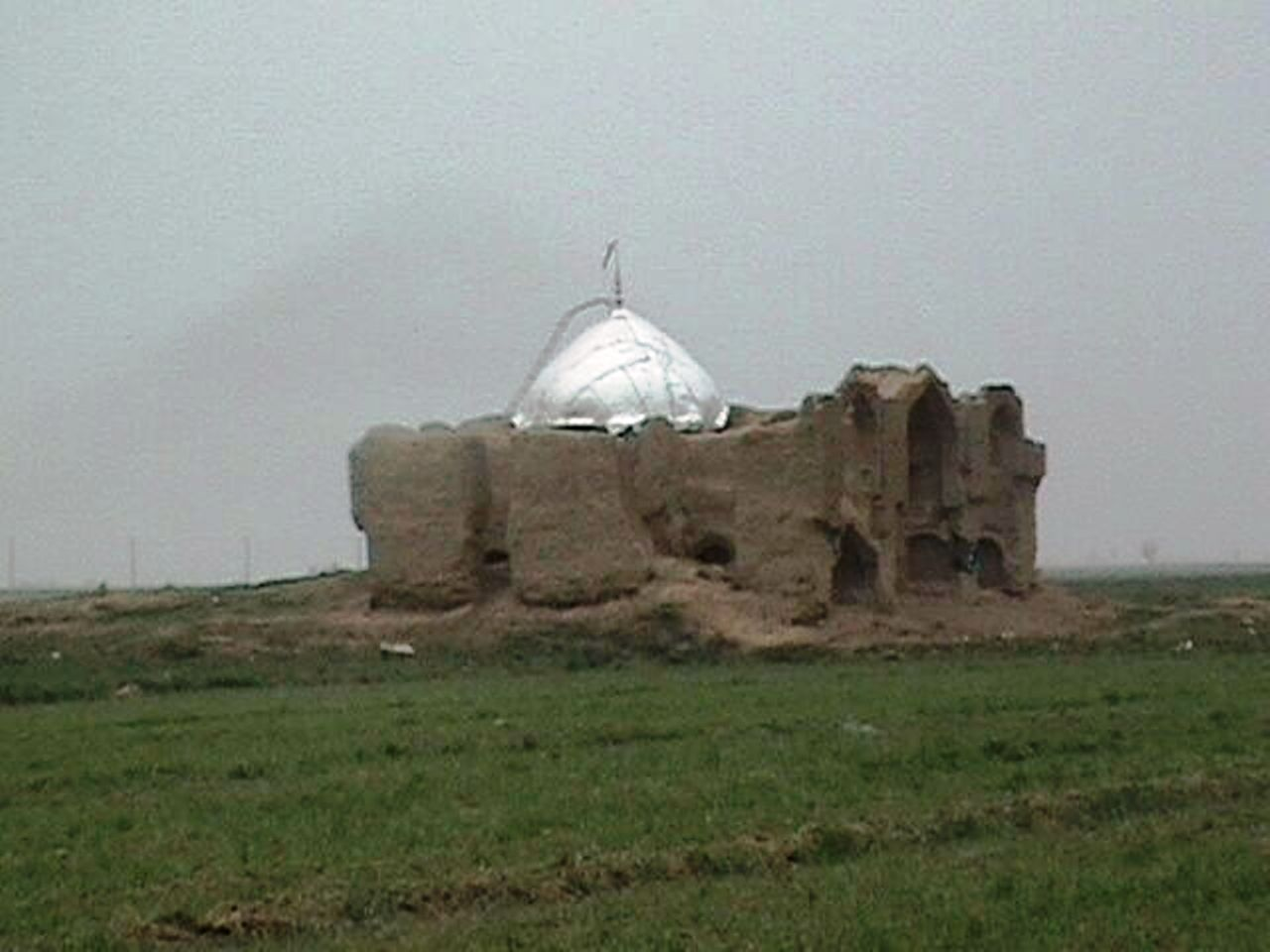
چهل دختر

رودخانه فصلی: این رودخانه در جنوب روستا جاری ست که از کوه‌های کردان سر چشمه می‌گیرد و پس از طی مسافتی در نزدیکی شهر اشتهارد با رودخانه شور ادغام و در نهایت به دریاچه نمک ریخته می‌شود.
کویر نجم‌آباد: منطقه بکر و زیبا در جنوب غربی شهرستان نظرآباد و شمال شرقی بویین زهرا واقع است. بیابانی است که حدود ۳۰ کیلومتر عرض و ۳۰ کیلومتر طول دارد و در فصل بهار به تالاب پرآبی تبدیل می‌شود و در تابستان منطقه‌ای نیمه کویری به حساب می‌آید و همچنین رودخانه‌های فصلی زیادی در این بیابان جاری است. این منطقه کویری به دلیل وجود حیواناتی نظیر آهو، غزال، مار از طرف محیط زیست، منطقه محفاظت شده اعلام شده‌است.
غار نمکی: غار نمکی چند میلیون ساله محصور در جنوب نجم‌آباد، در محیطی کاملاً فرسایشی و کویری قرار دارد. طول غار در حدود ۳۵۰ متر است و دارای ۳ دهانه ورودی می‌باشد. در داخل تالارهای غار قندیلهای نمکی بسیار زیبایی پدید آمده‌است که مناظر بدیع و بی نظیری را رقم زده‌اند. در ابتدای ورودی غار جویی از نمک جریان دارد که از یک سمت وارد و از دهانه دیگر آن خارج می‌شود.
تالاب: وجود دریاچه بسیار بزرگی که به صورت فصلی در کنار دهانه ورودی غارنمکی و در میان ارتفاعات حلقه دره تشکیل می‌شود و زیستگاه گونه‌های جانوری و گیاهی مختلف می‌باشد، بر جذابیت‌های گردشگری منطقه می‌افزاید.
تپه‌های رنگی، تپه باستانی، یخچال طبیعی، بافت قدیمی حوزه علمیه، خانه سنگی، مزارع زیبای هندوانه، گله‌های فراوان شتر (یک و دو کوهان) از دیگر جاذبه‌های گردشگری روستای نجم‌آباد می‌باشد.

## آب و هوا
آب وهوای روستا نسبتاً معتدل و در عین حال کویری گرم و خشک است و علت آن وجود کوه‌های حلقه دره در جنوب و قرار گرفتن در ناحیه نیمه بیابانی است.

## شغل
اکثر اهالی نجم‌آباد به خاطر زمین‌های قابل کشت و آب فراوان در بخش کشاورزی و دامداری مشغول به کار می‌باشند. روستای نجم‌آباد با ۱۸ مزرعه و۴۲۰۰ هکتار دارای خاک مناسبی برای کشاورزی می‌باشد. انگور و هندوانه این منطقه بسیار معروف می‌باشد؛ و از نظر تولید گندم در شهرستان نظرآباد و ساوجبلاغ در ردیف اول قرار دارد و یکی از برترین‌های استان البرز به حساب می‌آید.